# Karl Zaruba
Karl Zaruba (Wenen, 29 december 1902 – aldaar, 5 oktober 1978) was een Oostenrijks componist en dirigent.

## Leven
Zaruba kreeg zijn opleiding in zijn geboortestad. Sinds 1919 werkte hij als theater musicus en kapelmeester aan het Orpheum Theater alsook aan het Kolloseum Theater in Wenen. Na de Tweede Wereldoorlog stichtte hij een harmonieorkest met de naam Neue Deutschmeister Kapelle, in herdenking aan dit befaamde Regimentsorkest tijdens de K.u.K. periode, met die hij in het binnen en buitenland concerteerde. Hij bewerkte ook traditiemarsen uit de K.u.K. tijd voor hedendaags bezetting van een harmonieorkest, zo onder ander de Castaldo mars van Rudolf Nováček, Einzug der Gladiatoren, van Julius Fučík, Flott voran van Leopold Kubanek en Piave Marsch, van E. A. Mario. 

## Composities

### Werken voor harmonieorkest
- 1955 Liebe Anna!
- 1957 Der Kirchschlager
- Am Brigitta Kirtag
- Bluembachtaler Schuhplattler
- Dachauer Schuhplattler
- Der Eiswalzer
- Der Jajermarsch
- Der Offene Walzer
- Edelweisser
- Enzianer Schuhplattler
- Heidauer Schuhplattler
- Kuckucks-Polka
- Mit Schwung, mars
- Petersdorfer Ländler
- Reit im Winkel
- Steffel von Talgau Schuhplattler
- Trauntalern Schuhplattler
- Watschenplattler

### Vocale muziek
- Heut' wart' a Heuriger auf mi, voor tenor of bariton en piano

### Werken voor kleine ensembles
- Das Blumerl
- Das Hiatamadl
- Das Spinnrad
- Der Cevve
- Der Deutsche Umgang
- Der Haxenschmeisser
- Der Neudeutsche
- Der Siebenschritt
- Der Waldjager
- Die Ennstaler Polka
- Die Mainzer Polka
- Kreuzpolka
- Marching Polka
- Neubayrische
- Nickelsdorfer-Schottisch
- Reidlinger Schottische
- Rheinlander
- Steyrische Kreuzpolka
- Studentenpolka
- Weifentanz

- Bibliothèque nationale de France: cb138441361 (data)
- Gemeinsame Normdatei: 135147948
- International Standard Name Identifier: 0000 0000 8274 4492
- Library of Congress Control Number: no98047230
- Nationale Bibliotheek van Tsjechië: mzk2010602930
- Système universitaire de documentation: 090222806
- Virtual International Authority File: 79992642